# تحریک فرا جمجمه‌ای با تحریک نوفه تصادفی

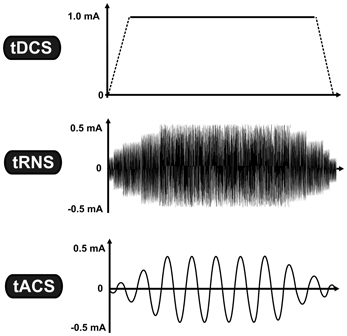
مقایسه سه تحریک فراجمجمه‌ای با جریان‌های مستقیم، نوفه‌ای و متناوب. محور عمودی مقدار جریان بر حسب میلی آمپر (mA) و محور افقی زمان را نشان می‌دهد.

تحریک فراجمجمه‌ای با تحریک نوفه تصادفی (به انگلیسی: Transcranial random noise stimulation) (tRNS) یک روش غیرتهاجمی تحریک مغز و نوعی تحریک الکتریکی فراجمجمه‌ای (tES) است. ترنی و همکاران از دانشگاه گوتینگن اولین گروهی بودند که در سال ۲۰۰۸ از tRNS در انسان استفاده کردند. آنها نشان دادند که با استفاده از یک جریان متناوب همراه با دامنه و فرکانس تصادفی (بین ۰٫۱ تا ۶۴۰ هرتز) در افراد سالم، تحریک پذیری قشر حرکتی تا ۶۰ دقیقه پس از ۱۰ دقیقه تحریک افزایش می‌یابد (به عنوان مثال. افزایش دامنه پتانسیل‌های تحریکی حرکتی). این مطالعه شامل تمام فرکانس‌ها تا نیمی از نرخ نمونه‌برداری (۱۲۸۰ نمونه بر ثانیه) یعنی ۶۴۰ هرتز بود، اما تأثیر مثبت فقط به فرکانس‌های بالاتر محدود شد. اگرچه tRNS در مطالعات مختلف اثرات مثبتی را نشان داده است، مولفه‌های بهینه و همچنین اثرات بالینی بالقوه این فن نامشخص باقی مانده است.